# KSBニュースview
『KSBニュースview』（ケイエスビーニュース ビュー）は、瀬戸内海放送で放送されている深夜のニュース番組。『報道ステーション』後の月曜 - 金曜 23:15 - 23:20に放送されている。
2008年4月からは、月曜・木曜・金曜には高松本社のスタジオから、火曜・水曜には岡山本社の報道フロアからの放送を行っている。

## 放送時間の紆余曲折
当初は10分番組で、月曜 - 木曜が今の時間帯で金曜は朝日放送の『探偵!ナイトスクープ』後の土曜0時16分（金曜24時16分）から放送されていたが、現在では月曜 - 金曜通して同じ時間帯に放送。
2006年9月までは75分の拡大版や特番を除いてテレビ朝日系の『ネオバラエティ』枠と『探偵!ナイトスクープ』は同時ネット局より5分遅れの時差放送となっていた。番組初期に『内村プロデュース』の生放送スペシャルが放送されたときには通常通りの10分放送だったため、録画時差放送となったことがあった。
しかし、2006年10月の改編で5分に短縮され、23時台の各番組は完全同時ネットに移行した。

## ニュースキャスター

### 2008年4月 -
- 小室早弥香（月曜）
- 田嶌万友香（火曜）
- 斎藤康之・山下洋平（水曜、隔週毎）
- 小坂知里（火曜・木曜）

※高松本社所属の小室と小坂は、20:54の『KSBニュース』や『KSBスーパーJチャンネル』（金曜日）も担当している。

### 過去のニュースキャスター
- 甲斐千代子（2005年 - 2006年3月）
- 木村久美（2006年6月 - 12月）
- 楠木栄理（2006年7月 - 2007年9月）
- 寺西瑞紀（2005年 - 2006年6月）
- 畑嶋恵理奈
- 本庄里恵子
- 岡薫
- ほか